# 조길형 (1957년)
조길형(趙吉衡, 1957년 4월 29일~)은 대한민국의 정치인이다. 민선 5기·6기 서울 영등포구청장을 지냈다.

## 경력
- 1995.07~1998.06 제2대 서울특별시 영등포구의회 의원
- 1995.07~2010.06 민주평화통일자문회의 위원
- 1998.07~2002.06 제3대 서울특별시 영등포구의회 의원
- 2002.07~2006.06 제4대 서울특별시 영등포구의회 의원
- 2004.07~2006.06 제4대 서울특별시 영등포구의회 후반기 의장
- 2006.07~2010.05 제5대 서울특별시 영등포구의회 의원
- 2008.07~2010.05 제5대 서울특별시 영등포구의회 후반기 의장
- 2009.08 민주당 서울시당 상무위원회 위원
- 2010.07~2014.06 제39대 민선 5기 서울특별시 영등포구청장
- 새정치민주연합 서울특별시당 상무위원회 위원
- 2014.07~2018.06 제40대 민선 6기 서울특별시 영등포구청장
- 2018.05.15 더불어민주당 탈당

## 역대 선거 결과
|  | 29.08% |

|  | 49.31% |

|  | 56.90% |

|  | 24.85% |

|  | 37.23% |

|  | 54.28% |

|  | 10.66% |

| 전임 김형수 | 제39·40대 서울특별시 영등포구청장(민선) 2010년 7월 1일~2018년 6월 30일 | 후임 채현일 |